# Pat Boone
Charles Eugene «Pat» Boone (Jacksonville, Florida, 1 de juny de 1934) és un cantant, compositor i actor estatunidenc, un dels més cèlebres cantants pop dels anys 1950 i de començaments dels 60.
Entre els seus èxits s'his troben versions de cançons fetes per cantants negres de R&B (quan existia la segregació racial). Va vendre més de 45 milions d'àlbums, va tenir 38 èxits Top 40 i ha aparegut en més de 12 pel·lícules de Hollywood. El seu talent com a cantant i actor, juntament amb la seva defensa de les tradicions i valors nord-americans, va contribuir a la seva popularitat en els primers anys del rock and roll.
Segons Billboard, Boone va ser el segon més gran artista a les llistes de popularitat de finals dels anys 50, només per darrere d'Elvis Presley, però per davant de Ricky Nelson i de The Platters, i es va situar en el número 9 -darrere de The Rolling Stones i Paul McCartney, però per davant d'artistes com Aretha Franklin i The Beach Boys -en la seva llista dels Top 100 Artistes Top 40 1955-1995.
Boone encara manté la marca de 220 setmanes consecutives en les llistes d'èxits amb una o més cançons cada setmana. A l'edat de vint-i-tres anys, va començar a presentar un programa de mitja hora a la sèrie de televisió ABC, "El Pat Boone Chevy Showroom", que es va transmetre durant 115 episodis (1957-1960). Molts artistes musicals, incloent a Eddie Adams, Andy Williams, Pearl Bailey i Johnny Mathis van fer aparicions en el xou. Les seves versions d'èxits de rhythm and blues van tenir un efecte notable en el desenvolupament de la gran popularitat del rock and roll.
Durant les seves gires a la dècada de 1950 es va trobar amb Elvis Presley en un dels actes d'obertura a Cleveland, Ohio el 1955 on Elvis va iniciar la seva presentació.
Com a escriptor, Boone va tenir un núm. 1 best-seller a la dècada de 1950s (Twixt Twelve and Twenty, Prentice-Hall). A la dècada de 1960, es va centrar en la música gospel i és membre del Saló de la Fama de Música Gospel. Segueix actuant i també es dedica a parlar com a orador motivacional, personalitat de la televisió, i comentarista polític conservador.